# Egelsberg
Egelsberg este o arie protejată (arie specială de conservare — SAC, sit de importanță comunitară — SCI) din Germania întinsă pe o suprafață de 72,15 ha, integral pe uscat.

## Localizare
Centrul sitului Egelsberg este situat la coordonatele 51°23′22″N 6°34′58″E / 51.3894°N 6.5828°E.

## Înființare
Situl Egelsberg a fost declarat sit de importanță comunitară în aprilie 2004 pentru a proteja 1 specie de plante. Situl a fost protejat și ca arie specială de conservare în august 2013.

## Biodiversitate
Situată în ecoregiunea atlantică, aria protejată conține 2 habitate naturale: Ape stătătoare oligotrofe până la mezotrofe, cu vegetație de Littorelletea uniflorae și/sau de Isoëto-Nanojuncetea, Pajiști uscate europene.
La baza desemnării sitului se află o specie protejată de  plante: Luronium natans.